# Ош (город, Франция)
Ош (фр. Auch [ɔʃ]; оксит. Aush [awʃ]) — город во Франции, административный центр округа Ош и департамента Жер и главный город исторической области Гасконь во Франции. Расположен на западном берегу реки Жер, к западу от Тулузы. Согласно переписи 1999 года население города с предместьями — 24 725 человек.

## История
К приходу римлян на восточном берегу Жера уже находился племенной центр кельтиберов, по латыни именовавшийся сначала Elimberris, а потом Novempopulani. В эпоху сарацинских набегов, в 732 году, город был перенесён на более удобное для защиты место на другой стороне реки. В Средние века Ош стоял на дороге св. Иакова, был столицей графства Арманьякского, а местный архиепископ считался примасом всей Аквитании и Наварры.

## Достопримечательности
Самая древняя часть города отличается чрезвычайно узкими улицами; с центральной площади к реке спускается ветхая монументальная лестница из 370 ступеней (открыта в 1865 году). Соборная церковь Сент-Мари была заложена в 1489 году и строилась почти двести лет; она особенно славится функционирующим органом XVII века. Дворец архиепископа — постройка более поздняя, но его «башня арманьяков» уцелела с XIV века. В Оше есть памятник д'Артаньяну, которого местные жители почитают за земляка.

## Города-побратимы
- Ош, Кыргызстан
- Мемминген, Германия
- Калатаюд, Испания

## Видные уроженцы
- Данжуа, Арно
- Лабор, Жан (1805—1878) — промышленник, организовавший первое промышленное производство на Мадагаскаре. Первый консул Франции на Мадагаскаре.